# Hi-NRG
Hi-NRG (High Energy) je druh zrychlené elektronické taneční hudby (EDM), který byl populární v nočních klubech a diskotékách v osmdesátých letech.
První komerční hit a klíčová píseň tohoto žánru byla „I Feel Love“ (1977) od Donny Summer – tato píseň měla inovativní zvuk a významně ovlivnila pozdější vývoj žánrů elektronické hudby typu techna, electra, house či samotného Hi-NRG.
V roce 1977, když se zeptali Donny Summer, co říká na svůj song "I Feel Love", odpověděla This song became a hit, beacause it has a high-energy vibe. (Tenhle song se stal hitem, protože má vysoce energickou vibraci.)
Některé písně tohoto stylu se také dostaly do britské hitparády.
Hi-NRG je charakterizováno energickým, staccato, nepřetržitým synthetickým zvukem, kde místo hi-hat činel  zní baskytara či syntezátor. Ian Levine, jeden z kmotrů Hi-NRG a DJingu z Velké Británie definuje Hi-NRG jako "melodickou přímočarou taneční hudbu, která není příliš funky". Toto je způsobeno tím, že Hi-NRG je ovlivněno discem, ale už ne funkem, který je v discu zakomponován. Někdy je Hi-NRG často zaměňováno s disco hudbou osmdesátých let, jelikož se někdy může Hi-NRG "discoidně" projevovat (používá některé postupy Disco hudby). Tempo Hi-NRG hudby je kolem 125 až 127 BPM (allegro).
Termín Hi-NRG se někdy v USA používal i k označení Eurobeat hudby (japonsko-britsko-italská hudba).
Příklady:
- "You Make Me Feel (Mighty Real)" (1978) od Sylvester
- "Once Is Not Enough" (1982) od Oh Romeo
- "High Energy" (1984) od Evelyn Thomas
- "You Spin Me Round (Like a Record)" (1985) od Dead or Alive